# Camille Mandrillon
Pour les articles homonymes, voir Mandrillon.
Paul Camille Albert Mandrillon, né le 6 septembre 1891 aux Rousses (Jura) et mort le 22 mars 1969 à La Tronche (Isère), est un patrouilleur militaire français. Il a notamment délivré le premier Serment olympique des Jeux olympiques d'hiver en 1924. De plus, il est le premier porte-drapeau français des Jeux olympiques d'hiver. Son frère Maurice Mandrillon est dans la même discipline.

## Palmarès
- Jeux olympiques d'hiver de 1924 à Chamonix
  -  Médaille de bronze en patrouille militaire.